# Guerra bizantino-genovesa de 1348–1349
A Guerra bizantino-genovesa de 1348 - 1349 foi travada pelo controle das taxas alfandegárias sobre os navios que atravessavam o Bósforo. Os bizantinos tentaram eliminar sua dependência dos genoveses de Gálata em relação às importações de comida e ao comércio marítimo, além de tentarem também se reimpor como uma potência marítima. Esta recém-construída marinha foi, contudo, capturada pelos genoveses e um novo tratado de paz foi firmado, encerrando o conflito.

## Contexto
Os genoveses mantinham a colônia de Gálata no Chifre de Ouro, na margem oposta à Constantinopla, desde 1261 como parte do Tratado de Ninfeu, um acordo comercial entre bizantinos e genoveses. Porém, o estado dilapidado que se encontrava o Império após a guerra civil de 1341-1347 era evidente no controle sobre as taxas alfandegárias devidas pelos comerciantes que atravessavam o Bósforo. Ainda que Constantinopla ainda fosse a sede do trono imperial, o centro cultural e militar bizantino, somente 13% das taxas iam para o bolso imperial. O restante era coletado pelos genoveses de Gálata. A república italiana conseguia assim 200 000 hipérpiros anualmente de sua colônia enquanto que Constantinopla recebia meros 30 000. A marinha bizantina, uma força notável no Egeu durante o reinado de Andrônico III, fora completamente destruída durante a guerra civil. A Trácia, a principal colônia imperial - e única região que ainda pagava impostos - ainda estava se recuperando da devastação infligida pelos rebeldes mercenários turcos da guerra civil. O comércio bizantino estava arruinado e restavam poucas reservas financeiras ao Império além da taxação do comércio no Bósforo.

## O conflito
Com o objetivo de tomar o controle da taxação, o imperador João VI Cantacuzeno se preparou para baixar os impostos e taxas cobrados por Constantinopla visando minar as receitas dos genoveses de Gálata. Ainda se recuperando da guerra civil, o imperador - com grande dificuldade - levantou 50 000 hipérpiros de fontes privadas (pois o tesouro imperial estava vazio) para um programa de construção naval que sustentasse a guerra que certamente viria. Quando as tarifas e impostos foram finalmente baixados, a navegação comercial pelo estreito passou a pular Gálata atravessando o Chifre de Ouro em direção a Constantinopla.
Os genoveses, duramente atingidos, declararam guerra ao Império e, em agosto de 1348, uma flotilha cruzou o Chifre e atacou a frota bizantina. Apesar da enorme preparação para este ataque, a frota bizantina já estava completamente destruída no início de 1349. Os bizantinos retaliaram ateando fogo aos armazéns e galpões ao longo da costa e catapultando grandes rochas e montes de feno em Gálata, incendiando boa parte da colônia genovesa. Após várias semanas de luta, plenipotenciários de Gênova foram à capital imperial e negociaram um tratado de paz. Os genoveses concordaram em pagar uma indenização de guerra de 100 000 hipérpiros e evacuaram todas as terras ao redor de Gálata que eles haviam ocupado ilegalmente. Além disso, eles prometer jamais atacar Constantinopla. Em troca, os bizantinos nada prometeram além de permitir que as cobranças de impostos e taxas genoveses permanecessem.

## Consequências
A devastação da guerra civil de 1341-1347 foi tão grande que suas reservas financeiras jamais se recuperaram. A única fonte de recursos restante era tentar tomar o controle da taxação sobre as rotas comerciais que atravessavam os Bósforo. A guerra de 1348-1349 foi a última tentativa bizantina de fazê-lo sozinhos. A partir de 1350, os bizantinos se aliaram à República de Veneza, que também estava em guerra com Gênova. Porém, como Gálata permanecia como um desafio ao poderio bizantino, o Império foi forçado novamente a uma paz negociada em 1352.
A partir daí, poucos recursos financeiros restavam ao Império, o que contribuiu para o seu declínio e a derrocada final em 1453.